# Tarhunta-Radu
Tarhunta-Radu o també Tarḫuntaradu va ser rei d'Arzawa a la primera meitat del segle xiv aC. Va succeir a Madduwattas. Sota el seu govern, el regne luvita d'Arzawa va aconseguir de penetrar profundament en territori de l'Imperi hitita. Llavors les fronteres del regne eren Tuwanuwa (Tíana a uns 170 km al sud d'Hattusa) i Uda (no identificada), i va establir contactes diplomàtics amb Amenhotep III d'Egipte, tal com diuen unes tauletes d'argila escrites en hitita de la col·lecció de les Cartes d'Amarna. En una carta, el faraó demana a Tarhunta-Radu una princesa d'Arzawa en matrimoni, cosa que vol dir que el poder d'Arzawa havia de ser important, i que Egipte el volia utilitzar per a neutralitzar els altres poders de la zona.
Al cap de poc temps, el rei hitita Tudhalias III va dur a terme una campanya contra Arzawa que va resultar victoriosa. Va conquerir Sallapa, que pertanyia a Arzawa i tota la "Terra Baixa Hitita" i després va reocupar Tuwanuwa. En aquest moment, sembla que n'era rei Anzapahhadu, el seu successor, que va derrotar a un exèrcit hitita dirigit per Himuili.